# Puchar Wysp Owczych w piłce nożnej (1995)
Puchar Wysp Owczych w piłce nożnej mężczyzn 1995 (far. Løgmanssteypið) – 49. edycja rozgrywek mających na celu wyłonienie zdobywcy Pucharu Wysp Owczych. Tytułu bronił klub KÍ Klaksvík, a przejął go HB Tórshavn.

## Uczestnicy
W Pucharze Wysp Owczych wzięły udział drużyny ze wszystkich poziomów ligowych na archipelagu.
| Grający od rundy grupowej | Grający od rundy grupowej                     | Grający od rundy wstępnej lub eliminacyjnej | Grający od rundy wstępnej lub eliminacyjnej | Grający od rundy wstępnej lub eliminacyjnej                 |
| 1. deild 1995 10 drużyn | 2. deild 1995 5 drużyn                        | 2. deild 1995 5 drużyn                      | 3. deild 1995 2 drużyny                     | 4. deild 1995 4 drużyny                                     |
| - B36 Tórshavn - B68 Toftir - B71 Sandoy - FS Vágar - GÍ Gøta - HB Tórshavn - KÍ Klaksvík - NSÍ Runavík - Sumba/VB - TB Tvøroyri | - EB/Streymur - ÍF Fuglafjørður - LÍF Leirvík | - Royn Hvalba - SÍ Sørvágur                 | - Æsir Vestmanna - Skála ÍF                 | - AB Argir - Fram Tórshavn - KB Tórshavn - Skansin Tórshavn |

## Terminarz
| Runda              | Data pierwszego meczu       | Data drugiego meczu | Uwagi                                                                       |
| ------------------ | --------------------------- | ------------------- | --------------------------------------------------------------------------- |
| Runda wstępna      | 19 i 23 marca, 1995         | nie rozgrywa się    | Udział rozpoczęły AB Argir, Æsir Vestmanna, SÍ Sørvágur i Skála ÍF          |
| Runda eliminacyjna | 26 marca i 12 kwietnia 1995 | nie rozgrywa się    | Udział rozpoczęły Fram Tórshavn, Royn Hvalba Skansin Tórshavn i KB Tórshavn |
| Runda grupowa      | marzec - maj 1995           | nie rozgrywa się    | Udział rozpoczęły pozostałe kluby                                           |
| Ćwierćfinał        | 12 maja 1995                | nie rozgrywa się    |                                                                             |
| Półfinał           | 21 czerwca 1995             | 28 czerwca 1995     |                                                                             |
| Finał              | 16 sierpnia 1995            | nie rozgrywa się    |                                                                             |

## Runda wstępna
| Drużyna 1     | Wynik   | Drużyna 2      |
| ------------- | ------- | -------------- |
| 19 marca 1995 |         |                |
| SÍ Sørvágur   | 0:0 wo. | Skála ÍF       |
| 23 marca 1995 |         |                |
| AB Argir      | 3:4     | Æsir Vestmanna |

| 19 marca 1995 | SÍ Sørvágur | 0:0 (wo.) | Skála ÍF |                        |
|               |             |           |          | á Dungasandi, Sørvágur |

| 23 marca 1995 | AB Argir                                                        | 3:4   | Æsir Vestmanna                                                                        |                                                           |
|               | Regin Dalsgarð 5' · Eyðun K. Mouritsen 24' · Sámal Clothier 89' | (2:1) | 10' Vagnur Djurhuus · 49', 76' Olaf í Garðastovu · 67' Christian Gunleif í Garðastovu | Skansi Arena, Argir Sędzia: Arni Gunnarsson (HB Tórshavn) |

## Runda eliminacyjna
| Drużyna 1        | Wynik   | Drużyna 2      |
| ---------------- | ------- | -------------- |
| 26 marca 1995    |         |                |
| Skansin Tórshavn | 3:2     | Æsir Vestmanna |
| Fram Tórshavn    | 2:0 pd. | KB Tórshavn    |
| 12 kwietnia 1995 |         |                |
| Royn Hvalba      | 1:3     | SÍ Sørvágur    |

| 26 marca 1995 | Skansin Tórshavn         | 3:2   | Æsir Vestmanna                   |                                                                             |
|               | René Hansen 3', 29', 58' | (2:0) | 65' (sam.) ? · 86' Regin Durhuus | Gundadalur (ovari vøllur), Tórshavn Sędzia: Karl Arni Egholm (B36 Tórshavn) |
| Per Jepsen    | Johnny Petur Joensen     | (2:0) |                                  | Gundadalur (ovari vøllur), Tórshavn Sędzia: Karl Arni Egholm (B36 Tórshavn) |

| 26 marca 1995           | Fram Tórshavn                             | 2:0 (pd.)       | KB Tórshavn |                                                                          |
|                         | Karl Johannesen 106' · Magnus Hentze 111' | (0:0, 0:0, 0:0) |             | Gundadalur (ovari vøllur), Tórshavn Sędzia: Nemus Djurhuus (HB Tórshavn) |
| Sonni Óli Djurhuus 107' | 71' Kjartan Jacobsen                      | (0:0, 0:0, 0:0) |             | Gundadalur (ovari vøllur), Tórshavn Sędzia: Nemus Djurhuus (HB Tórshavn) |

| 12 kwietnia 1995 | Royn Hvalba      | 1:3   | SÍ Sørvágur                       |                                                            |
|                  | Kristian Midjord | (0:1) | Tummas Henriksen · Birgir Joensen | á Skørðunum, Hvalba Sędzia: Petur Erhard Kjærbo (Sumba/VB) |

## Runda grupowa

### Grupa A
| Lp. | Drużyna         | M | Z | R | P | Bramki | Bramki | Różn. | Pkt | Uwagi                     |
| --- | --------------- | - | - | - | - | ------ | ------ | ----- | --- | ------------------------- |
| 1   | NSÍ Runavík (A) | 6 | 5 | 1 | 0 | 25     | 3      | +22   | 16  | Wejście do fazy finałowej |
| 2   | B71 Sandoy (A)  | 6 | 2 | 3 | 1 | 14     | 6      | +8    | 9   | Wejście do fazy finałowej |
| 3   | ÍF Fuglafjørður | 6 | 1 | 2 | 3 | 14     | 14     | 0     | 5   |                           |
| 4   | Fram Tórshavn   | 6 | 1 | 0 | 5 | 3      | 33     | −30   | 3   |                           |

| Gospodarz \ Gość | NSÍ | B71 | ÍF  | Fram |
| NSÍ Runavík      |     | 1:0 | 5:2 | 10:0 |
| B71 Sandoy       | 1:1 |     | 2:2 | 6:0  |
| ÍF Fuglafjørður  | 0:2 | 2:2 |     | 7:0  |
| Fram Tórshavn    | 0:6 | 0:3 | 3:1 |      |

### Grupa B
| Lp. | Drużyna          | M | Z | R | P | Bramki | Bramki | Różn. | Pkt | Uwagi                     |
| --- | ---------------- | - | - | - | - | ------ | ------ | ----- | --- | ------------------------- |
| 1   | HB Tórshavn (A)  | 6 | 4 | 1 | 1 | 39     | 5      | +34   | 13  | Wejście do fazy finałowej |
| 2   | Sumba/VB (A)     | 6 | 4 | 1 | 1 | 29     | 7      | +22   | 13  | Wejście do fazy finałowej |
| 3   | B36 Tórshavn     | 6 | 3 | 0 | 3 | 24     | 11     | +13   | 9   |                           |
| 4   | Skansin Tórshavn | 6 | 0 | 0 | 6 | 0      | 69     | −69   | 0   |                           |

| Gospodarz \ Gość | HB  | S/VB | B36  | ST   |
| HB Tórshavn      |     | 2:4  | 1:0  | 22:0 |
| Sumba/VB         | 1:1 |      | 4:1  | 12:0 |
| B36 Tórshavn     | 0:4 | 3:2  |      | 7:0  |
| Skansin Tórshavn | 0:9 | 0:6  | 0:13 |      |

### Grupa C
| Lp. | Drużyna        | M | Z | R | P | Bramki | Bramki | Różn. | Pkt | Uwagi                     |
| --- | -------------- | - | - | - | - | ------ | ------ | ----- | --- | ------------------------- |
| 1   | GÍ Gøta (A)    | 6 | 6 | 0 | 0 | 19     | 6      | +13   | 18  | Wejście do fazy finałowej |
| 2   | B68 Toftir (A) | 6 | 4 | 0 | 2 | 14     | 8      | +6    | 12  | Wejście do fazy finałowej |
| 3   | EB/Streymur    | 6 | 0 | 2 | 4 | 5      | 14     | −9    | 2   |                           |
| 4   | LÍF Leirvík    | 6 | 0 | 2 | 4 | 9      | 20     | −11   | 2   |                           |

| Gospodarz \ Gość | GÍ  | B68 | EBS | LÍF |
| GÍ Gøta          |     | 3:0 | 5:2 | 6:2 |
| B68 Toftir       | 1:2 |     | 2:0 | 4:1 |
| EB/Streymur      | 0:1 | 0:2 |     | 1:1 |
| LÍF Leirvík      | 1:2 | 2:5 | 2:2 |     |

### Grupa D
| Lp. | Drużyna         | M | Z | R | P | Bramki | Bramki | Różn. | Pkt | Uwagi                     |
| --- | --------------- | - | - | - | - | ------ | ------ | ----- | --- | ------------------------- |
| 1   | KÍ Klaksvík (A) | 6 | 4 | 2 | 0 | 18     | 8      | +10   | 14  | Wejście do fazy finałowej |
| 2   | TB Tvøroyri (A) | 6 | 3 | 2 | 1 | 16     | 9      | +7    | 11  | Wejście do fazy finałowej |
| 3   | FS Vágar        | 6 | 3 | 0 | 3 | 15     | 13     | +2    | 9   |                           |
| 4   | SÍ Sørvágur     | 6 | 0 | 0 | 6 | 9      | 28     | −19   | 0   |                           |

| Gospodarz \ Gość | KÍ  | TB  | FSV | SÍ  |
| KÍ Klaksvík      |     | 2:2 | 6:0 | 4:2 |
| TB Tvøroyri      | 1:1 |     | 3:1 | 6:0 |
| FS Vágar         | 0:1 | 3:1 |     | 5:1 |
| SÍ Sørvágur      | 3:4 | 2:3 | 1:6 |     |

## Runda finałowa

### Ćwierćfinały
| Drużyna 1    | Wynik   | Drużyna 2   |
| ------------ | ------- | ----------- |
| 12 maja 1995 |         |             |
| TB Tvøroyri  | 1:0     | GÍ Gøta     |
| KÍ Klaksvík  | 2:1     | Sumba/VB    |
| B71 Sandoy   | 1:2     | HB Tórshavn |
| B68 Toftir   | 3:2 pd. | NSÍ Runavík |

| 12 maja 1995                             | TB Tvøroyri          | 1:0   | GÍ Gøta |                                                          |
|                                          | Herman Mortensen 61' | (0:0) |         | Sevmýri, Tvøroyri Sędzia: Sune Johansen (SÍF Sandavágur) |
| Pól F. Joensen 77' · Gullok Svalbard 88' |                      | (0:0) |         | Sevmýri, Tvøroyri Sędzia: Sune Johansen (SÍF Sandavágur) |

| 12 maja 1995                        | KÍ Klaksvík             | 2:1   | Sumba/VB              |                                                               |
|                                     | Eyðun Klakstein 2', 13' | (2:0) | 65' Pól Thorsteinsson | við Djúpumýrar, Klaksvík Sędzia: Niklas á Líðarenda (GÍ Gøta) |
| Jan Andreasen 57' · Jan Joensen 89' | 27' Eyðun Joensen       | (2:0) |                       | við Djúpumýrar, Klaksvík Sędzia: Niklas á Líðarenda (GÍ Gøta) |

| 12 maja 1995         | B71 Sandoy                         | 1:2   | HB Tórshavn                    |                                                           |
|                      | Torbjørn Jensen 87'                | (0:1) | 23' Uni Arge · 80' Gunnar Mohr | inni í Dal, Sandur Sędzia: Kim Ejdesgaard (Fram Tórshavn) |
| Marek Wierzbicki 77' | 51' Jón Dahl · 81' Julian Johnsson | (0:1) |                                | inni í Dal, Sandur Sędzia: Kim Ejdesgaard (Fram Tórshavn) |

| 12 maja 1995                          | B68 Toftir                                                                                  | 3:2 (pd.)       | NSÍ Runavík                             |                                                          |
|                                       | Súni Fríði Johannesen 39' · Kurt Mørkøre 85', 110'                                          | (1:0, 2:2, 2:2) | 58' Djóni Joensen · 79' Símun Danielsen | Svangaskarð, Toftir Sędzia: Jóhan Carl Dam (HB Tórshavn) |
| Øssur Hansen 32' · Páll Didriksen 60' | 60' Arnfinn Langgaard · 68' Símun Danielsen · 76' Tummas Magnussen · 114' Oddfríður Gaardbo | (1:0, 2:2, 2:2) |                                         | Svangaskarð, Toftir Sędzia: Jóhan Carl Dam (HB Tórshavn) |

### Półfinały
| Drużyna 1                            | Wynik dwumeczu | Drużyna 2   | Pierwszy mecz | Drugi mecz |
| ------------------------------------ | -------------- | ----------- | ------------- | ---------- |
| TB Tvøroyri                          | 2 – 5          | HB Tórshavn | 2:1           | 0:4        |
| KÍ Klaksvík                          | 2 – 3          | B68 Toftir  | 0:3           | 2:0        |
| Po lewej gospodarz pierwszego meczu. |                |             |               |            |

#### Pierwsze mecze
| 21 czerwca 1995                           | TB Tvøroyri                            | 2:1   | HB Tórshavn  |                                                          |
|                                           | Tórður Holm 22' · Herman Mortensen 37' | (2:1) | 41' Uni Arge | Sevmýri, Tvøroyri Sędzia: Petur Erhard Kjærbo (Sumba/VB) |
| Pól F. Joensen 58' · Herman Mortensen 73' | 83' Jan Dam                            | (2:1) |              | Sevmýri, Tvøroyri Sędzia: Petur Erhard Kjærbo (Sumba/VB) |

| 21 czerwca 1995   | KÍ Klaksvík | 0:3   | B68 Toftir                                        |                                                                 |
|                   |             | (0:0) | 55', 59' Kurt Mørkøre · 70' Súni Fríði Johannesen | við Djúpumýrar, Klaksvík Sędzia: Kim Ejdesgaard (Fram Tórshavn) |
| Allan Joensen 82' |             | (0:0) |                                                   | við Djúpumýrar, Klaksvík Sędzia: Kim Ejdesgaard (Fram Tórshavn) |

#### Rewanże
| 28 czerwca 1995           | HB Tórshavn                                                                                               | 4:0   | TB Tvøroyri |                                                                         |
|                           | Sigfríður Clementsen 33' · Uni Arge 59', 69' · Andreas Hansen 80' (k.)                                    | (1:0) |             | Gundadalur (ovari vøllur), Tórshavn Sędzia: Jónfinn Olsen (MB Miðvágur) |
| Jan Dam 16' · Jan Dam 37' | 2' Jón Johannesen · 38' Karl Øster · 43' Torfinnur Mortensen · 50' Pól F. Joensen · 80' Rolf Christiansen | (1:0) |             | Gundadalur (ovari vøllur), Tórshavn Sędzia: Jónfinn Olsen (MB Miðvágur) |

| 28 czerwca 1995                     | B68 Toftir                                 | 0:2   | KÍ Klaksvík                                   |                                                            |
|                                     |                                            | (0:0) | 70' Arnold Joensen · 78' (k.) Jákup Mikkelsen | Svangaskarð, Toftir Sędzia: Sune Johansen (SÍF Sandavágur) |
| Kurt Mørkøre 15' · Jan Petersen 82' | 20', 28' Allan Joensen · 45' Jan Andreasen | (0:0) |                                               | Svangaskarð, Toftir Sędzia: Sune Johansen (SÍF Sandavágur) |

### Finał
| 16 sierpnia 1995 | B68 Toftir · Aksel Højgaard 78' | 1:3(0:2)Raport | HB Tórshavn · 23' Rúni Nolsøe · 43' Andreas Hansen · 77' Eyðun Samuelsen | Gundadalur (ovari vøllur), Tórshavn Sędzia: Petur Erhard Kjærbo (Sumba/VB) |
|                  |                                 |                |                                                                          |                                                                            |

|            |    |                           |
|            |    |                           |
| BR         | 1  | Olaf Magnussen            |
| OB         | 2  | Eyðfinn Olsen 69'         |
| OB         | 3  | Jacob Eli Olsen 72'       |
| OB         | 12 | Edmund Jacobsen           |
| OB         | 14 | Signar Johannesen         |
| PO         | 7  | Abraham Løkin             |
| PO         | 8  | Jákup Djurhuus            |
| PO         | 13 | Finnbjørn Zachariasen 46' |
| PO         | 15 | Øssur Hansen (C)          |
| NA         | 4  | Súni Fríði Johannesen     |
| NA         | 10 | Kurt Mørkøre              |
| Rezerwowi: |    |                           |
| BR         | 21 | Kjartan Nesá              |
| OB         | 6  | Oleif Joensen             |
| PO         | 16 | Jan Petersen 46'          |
| NA         | 9  | Aksel Højgaard 72'        |
| NA         | 11 | Páll Didriksen 69'        |
| Trener:    |    |                           |
| Petur Mohr |    |                           |

|                  |    |                          |
|                  |    |                          |
| BR               | 1  | Kaj Leo Johannesen       |
| OB               | 2  | Jan Dam                  |
| OB               | 4  | Andreas Hansen (C)       |
| OB               | 5  | Hans á Lag               |
| OB               | 6  | John Heri Dam 90'        |
| PO               | 7  | Rúni Nolsøe              |
| PO               | 8  | Kári Reynheim            |
| PO               | 9  | Julian Johnsson          |
| NA               | 3  | Sigfríður Clementsen 63' |
| NA               | 10 | Gunnar Mohr              |
| NA               | 11 | Uni Arge                 |
| Rezerwowi:       |    |                          |
| BR               | 16 | Bárður Johannesen        |
| OB               | 13 | Jóannes Jakobsen 90'     |
| OB               | 15 | Bjartur Nolsøe           |
| PO               | 14 | Sámal Erik Hentze        |
| NA               | 12 | Eyðun Samuelsen 63'      |
| Trener:          |    |                          |
| Jóannes Jakobsen |    |                          |

| Zdobywca Pucharu Wysp Owczych 1995 |
| HB Tórshavn 24. tytuł              |
| ---------------------------------- |